# Diskografie Bruna Marse
Toto je seznam vydané diskografie amerického zpěváka Bruna Marse.

## Alba

### Studiová alba
| Název                | Detaily o albu                                             | Umístění v hitparádách | Umístění v hitparádách | Umístění v hitparádách | Umístění v hitparádách | Umístění v hitparádách | Umístění v hitparádách | Umístění v hitparádách | Umístění v hitparádách | Umístění v hitparádách | Umístění v hitparádách | Prodeje                         | Certifikace |
| Název                | Detaily o albu                                             | US                     | AUS                    | CAN                    | DEN                    | GER                    | IRL                    | NLD                    | NZ                     | SWI                    | UK                     | Prodeje                         | Certifikace |
| -------------------- | ---------------------------------------------------------- | ---------------------- | ---------------------- | ---------------------- | ---------------------- | ---------------------- | ---------------------- | ---------------------- | ---------------------- | ---------------------- | ---------------------- | ------------------------------- | --- |
| Doo-Wops & Hooligans | - Vydáno: 4. října 2010 - Vydavatelství: Elektra, Atlantic | 3                      | 2                      | 1                      | 2                      | 1                      | 1                      | 1                      | 2                      | 1                      | 1                      | - US: 2,630,000 - UK: 1,712,854 | - RIAA: 7× Platinum - ARIA: 4× Platinum - BPI: 7× Platinum - BVMI: 5× Gold - IFPI DEN: 6× Platinum - IFPI SWI: 2× Platinum - IRMA: 4× Platinum - MC: 3× Platinum - NVPI: Gold - RMNZ: 11× Platinum |
| Unorthodox Jukebox   | - Vydáno: 7. prosince 2012 - Vydavatelství: Atlantic       | 1                      | 1                      | 1                      | 6                      | 4                      | 3                      | 4                      | 2                      | 1                      | 1                      | - US: 2,574,000 - UK: 987,854   | - RIAA: 6× Platinum - ARIA: 3× Platinum - BPI: 3× Platinum - BVMI: Platinum - IFPI DEN: 2× Platinum - IFPI SWI: Platinum - IRMA: 2× Platinum - MC: 3× Platinum - RMNZ: 3× Platinum                 |
| 24K Magic            | - Vydáno: 18. listopadu 2016 - Vydavatelství: Atlantic     | 2                      | 3                      | 2                      | 6                      | 9                      | 4                      | 5                      | 2                      | 4                      | 3                      | - US: 1,000,000                 | - RIAA: 3× Platinum - ARIA: Platinum - BPI: 2× Platinum - IFPI DEN: 2× Platinum - MC: 3× Platinum - NVPI: Platinum - RMNZ: 3× Platinum                                                             |

## Spolupráce
| Název                                                         | Detaily o albu                                                    | Umístění v hitparádách | Umístění v hitparádách | Umístění v hitparádách | Umístění v hitparádách | Umístění v hitparádách | Umístění v hitparádách | Umístění v hitparádách | Umístění v hitparádách | Umístění v hitparádách | Umístění v hitparádách | Prodeje       | Certifikace                                                                        |
| Název                                                         | Detaily o albu                                                    | US                     | AUS                    | CAN                    | DEN                    | GER                    | IRL                    | NLD                    | NZ                     | SWI                    | UK                     | Prodeje       | Certifikace                                                                        |
| ------------------------------------------------------------- | ----------------------------------------------------------------- | ---------------------- | ---------------------- | ---------------------- | ---------------------- | ---------------------- | ---------------------- | ---------------------- | ---------------------- | ---------------------- | ---------------------- | ------------- | ---------------------------------------------------------------------------------- |
| An Evening with Silk Sonic (s Anderson .Paak jako Silk Sonic) | - Vydáno: 12. listopadu 2021 - Vydavatelství: Aftermath, Atlantic | 2                      | 4                      | 3                      | 5                      | 14                     | 5                      | 3                      | 3                      | 5                      | 9                      | - US: 104,000 | - RIAA: Platinum - BPI: Gold - IFPI DEN: Gold - MC: Gold - NVPI: Gold - RMNZ: Gold |

## Extended play
| Název                               | Detaily o albu                                               | Umístění v hitparádách | Umístění v hitparádách | Prodeje      |
| Název                               | Detaily o albu                                               | US                     | UK                     | Prodeje      |
| ----------------------------------- | ------------------------------------------------------------ | ---------------------- | ---------------------- | ------------ |
| It's Better If You Don't Understand | - Vydáno: 11. května 2010 - Vydavatelství: Elektra, Atlantic | 99                     | 97                     | - US: 27,000 |

## Singly

### Jako hlavní umělec
| Název                                                                                   | Rok  | Umístění v hitparádách | Umístění v hitparádách | Umístění v hitparádách | Umístění v hitparádách | Umístění v hitparádách | Umístění v hitparádách | Umístění v hitparádách | Umístění v hitparádách | Umístění v hitparádách | Umístění v hitparádách | Certifikace | Album                             |
| Název                                                                                   | Rok  | US                     | AUS                    | CAN                    | DEN                    | GER                    | IRL                    | NLD                    | NZ                     | SWI                    | UK                     | Certifikace | Album                             |
| --------------------------------------------------------------------------------------- | ---- | ---------------------- | ---------------------- | ---------------------- | ---------------------- | ---------------------- | ---------------------- | ---------------------- | ---------------------- | ---------------------- | ---------------------- | --- | --------------------------------- |
| "Just the Way You Are"                                                                  | 2010 | 1                      | 1                      | 1                      | 6                      | 2                      | 1                      | 1                      | 1                      | 3                      | 1                      | - RIAA: 13× Platinum - ARIA: 7× Platinum - BPI: 5× Platinum - BVMI: 5× Gold - IFPI DEN: 2× Platinum - IFPI SWI: Platinum - MC: Diamond - RMNZ: 6× Platinum     | Doo-Wops & Hooligans              |
| "Grenade"                                                                               | 2010 | 1                      | 1                      | 1                      | 1                      | 1                      | 1                      | 2                      | 1                      | 1                      | 1                      | - RIAA: Diamond - ARIA: 7× Platinum - BPI: 3× Platinum - BVMI: 3× Gold - IFPI DEN: 3× Platinum - IFPI SWI: 3× Platinum - MC: 6× Platinum - RMNZ: 2× Platinum   | Doo-Wops & Hooligans              |
| "The Lazy Song"                                                                         | 2011 | 4                      | 6                      | 5                      | 1                      | 9                      | 4                      | 4                      | 3                      | 9                      | 1                      | - RIAA: 7× Platinum - ARIA: 5× Platinum - BPI: 2× Platinum - BVMI: Gold - IFPI DEN: Platinum - IFPI SWI: Platinum - MC: 4× Platinum - RMNZ: Platinum           | Doo-Wops & Hooligans              |
| "Talking to the Moon"                                                                   | 2011 | —                      | 81                     | —                      | —                      | —                      | —                      | —                      | —                      | 92                     | —                      | - RIAA: 2× Platinum - BVMI: Gold - IFPI DEN: Platinum | Doo-Wops & Hooligans              |
| "Marry You"                                                                             | 2011 | 85                     | 8                      | 10                     | 32                     | 15                     | 5                      | 13                     | 5                      | 16                     | 11                     | - RIAA: 4× Platinum - ARIA: 2× Platinum - BPI: 2× Platinum - BVMI: Gold - IFPI DEN: Gold - IFPI SWI: Gold - MC: 3× Platinum - RMNZ: Gold                       | Doo-Wops & Hooligans              |
| "It Will Rain"                                                                          | 2011 | 3                      | 14                     | 5                      | 11                     | 14                     | 11                     | 35                     | 2                      | 22                     | 14                     | - RIAA: 5× Platinum - ARIA: 2× Platinum - BPI: Platinum - BVMI: Gold - IFPI DEN: Gold - IFPI SWI: Gold - MC: 3× Platinum - RMNZ: Platinum                      | Twilight sága: Rozbřesk – 1. část |
| "Count On Me"                                                                           | 2011 | —                      | 19                     | —                      | —                      | —                      | —                      | —                      | 13                     | 55                     | 78                     | - RIAA: 3× Platinum - ARIA: 3× Platinum - BPI: Platinum - BVMI: Gold - IFPI DEN: Gold - IFPI SWI: Gold - RMNZ: Platinum                                        | Doo-Wops & Hooligans              |
| "Locked Out of Heaven"                                                                  | 2012 | 1                      | 4                      | 1                      | 2                      | 7                      | 4                      | 5                      | 4                      | 8                      | 2                      | - RIAA: Diamond - ARIA: 7× Platinum - BPI: 3× Platinum - BVMI: 2× Platinum - IFPI DEN: 3× Platinum - IFPI SWI: Platinum - MC: 5× Platinum - RMNZ: 2× Platinum  | Unorthodox Jukebox                |
| "When I Was Your Man"                                                                   | 2013 | 1                      | 6                      | 3                      | 4                      | 23                     | 6                      | 7                      | 4                      | 12                     | 2                      | - RIAA: 11× Platinum - ARIA: 6× Platinum - BPI: 4× Platinum - BVMI: 3× Gold - IFPI DEN: 3× Platinum - IFPI SWI: Platinum - MC: 9× Platinum - RMNZ: 2× Platinum | Unorthodox Jukebox                |
| "Treasure"                                                                              | 2013 | 5                      | 10                     | 4                      | 14                     | 17                     | 9                      | 11                     | 7                      | 13                     | 12                     | - RIAA: 5× Platinum - ARIA: 2× Platinum - BPI: 2× Platinum - BVMI: Gold - IFPI DEN: Platinum - IFPI SWI: Gold - MC: 2× Platinum - RMNZ: Platinum               | Unorthodox Jukebox                |
| "Gorilla"                                                                               | 2013 | 22                     | 41                     | 23                     | —                      | —                      | 53                     | 31                     | —                      | —                      | 62                     | - RIAA: Platinum - ARIA: Gold - BPI: Silver - MC: Gold | Unorthodox Jukebox                |
| "Young Girls"                                                                           | 2013 | 32                     | 62                     | 19                     | —                      | —                      | 78                     | —                      | 23                     | —                      | 83                     | - RIAA: Platinum - ARIA: Gold - MC: Gold | Unorthodox Jukebox                |
| "24K Magic"                                                                             | 2016 | 4                      | 3                      | 3                      | 18                     | 14                     | 10                     | 6                      | 1                      | 9                      | 5                      | - RIAA: 5× Platinum - ARIA: 5× Platinum - BPI: 2× Platinum - BVMI: Platinum - IFPI DEN: Platinum - IFPI SWI: Gold - MC: 6× Platinum - RMNZ: Platinum           | 24K Magic                         |
| "That's What I Like"                                                                    | 2017 | 1                      | 5                      | 3                      | 18                     | 51                     | 20                     | 19                     | 4                      | 39                     | 12                     | - RIAA: Diamond - ARIA: 4× Platinum - BPI: 2× Platinum - BVMI: Gold - IFPI DEN: Platinum - MC: 7× Platinum - RMNZ: 2× Platinum                                 | 24K Magic                         |
| "Versace on the Floor" (sólo nebo vs. David Guetta)                                     | 2017 | 33                     | 57                     | 43                     | —                      | —                      | —                      | —                      | 27                     | —                      | 59                     | - RIAA: 2× Platinum - ARIA: 2× Platinum - BPI: Platinum - IFPI DEN: Gold - MC: 2× Platinum                                                                     | 24K Magic                         |
| "Chunky"                                                                                | 2017 | —                      | —                      | —                      | —                      | —                      | —                      | —                      | —                      | —                      | 79                     | - RIAA: Gold - BPI: Silver | 24K Magic                         |
| "Finesse" (sólo nebo feat. Cardi B)                                                     | 2018 | 3                      | 6                      | 3                      | 14                     | 31                     | 5                      | 9                      | 2                      | 29                     | 5                      | - RIAA: 4× Platinum - ARIA: 3× Platinum - BPI: 2× Platinum - BVMI: Gold - IFPI DEN: Platinum - IFPI SWI: Gold - RMNZ: Platinum                                 | 24K Magic                         |
| "Wake Up in the Sky" (s Gucci Mane a Kodak Black)                                       | 2018 | 11                     | 46                     | 36                     | —                      | —                      | 49                     | —                      | —                      | 95                     | 65                     | - RIAA: 6× Platinum - ARIA: Platinum - BPI: Silver - IFPI DEN: Gold                                                                                            | Evil Genius                       |
| "Please Me" (s Cardi B)                                                                 | 2019 | 3                      | 22                     | 12                     | 37                     | 83                     | 21                     | —                      | 12                     | 57                     | 12                     | - RIAA: 3× Platinum - BPI: Gold - MC: Platinum | Singl bez alb                     |
| "Blow" (s Ed Sheeran a Chris Stapleton)                                                 | 2019 | 60                     | 31                     | 39                     | —                      | 93                     | —                      | —                      | —                      | —                      | —                      | - BPI: Silver - MC: Platinum | No.6 Collaborations Project       |
| "Leave the Door Open" (s Anderson .Paak jako Silk Sonic)                                | 2021 | 1                      | 10                     | 9                      | 20                     | 72                     | 18                     | 11                     | 1                      | 23                     | 20                     | - RIAA: 2× Platinum - ARIA: Gold - BPI: Platinum - IFPI DEN: Platinum - MC: 3× Platinum - NVPI: Gold - RMNZ: 2× Platinum                                       | An Evening with Silk Sonic        |
| "Skate" (s Anderson .Paak jako Silk Sonic)                                              | 2021 | 14                     | 32                     | 19                     | ―                      | ―                      | 48                     | 24                     | 12                     | 34                     | 45                     | - MC: Gold | An Evening with Silk Sonic        |
| "Smokin out the Window" (s Anderson .Paak jako Silk Sonic)                              | 2021 | 5                      | 8                      | 10                     | 11                     | —                      | 11                     | 32                     | 4                      | 34                     | 12                     | - RIAA: 2× Platinum - BPI: Silver - IFPI DEN: Gold - MC: Platinum - RMNZ: Gold                                                                                 | An Evening with Silk Sonic        |
| "Love's Train" (s Anderson .Paak jako Silk Sonic)                                       | 2022 | —                      | —                      | —                      | —                      | —                      | —                      | —                      | —                      | —                      | —                      | | An Evening with Silk Sonic        |
| "After Last Night" (s Anderson .Paak jako Silk Sonic, Thundercat a Bootsy Collins)      | 2022 | 68                     | —                      | 92                     | —                      | —                      | —                      | —                      | —                      | —                      | —                      | | An Evening with Silk Sonic        |
| "Die with a Smile" (s Lady Gaga)                                                        | 2024 | 2                      | 2                      | 3                      | 5                      | 7                      | 3                      | 1                      | 1                      | 1                      | 2                      | - BPI: Gold - IFPI SWI: Gold - MC: Platinum - RMNZ: Platinum                                                                                                   | Singl bez alb                     |
| "Apt." (s Rosé)                                                                         | 2024 | 8                      | 1                      | 2                      | 29                     | 4                      | 4                      | 35                     | 1                      | 5                      | 2                      | - ARIA: Platinum - MC: Gold - RMNZ: Gold | Rosie                             |
| "—" značí, že se nahrávka neumístila v hitparádách nebo v tomto území ani nebyla vydána |      |                        |                        |                        |                        |                        |                        |                        |                        |                        |                        | |                                   |

### Jako vedlejší umělec
| Název                                                                                   | Rok  | Umístění v hitparádách | Umístění v hitparádách | Umístění v hitparádách | Umístění v hitparádách | Umístění v hitparádách | Umístění v hitparádách | Umístění v hitparádách | Umístění v hitparádách | Umístění v hitparádách | Umístění v hitparádách | Certifikace | Album                                       |
| Název                                                                                   | Rok  | US                     | AUS                    | CAN                    | DEN                    | GER                    | IRL                    | NLD                    | NZ                     | SWI                    | UK                     | Certifikace | Album                                       |
| --------------------------------------------------------------------------------------- | ---- | ---------------------- | ---------------------- | ---------------------- | ---------------------- | ---------------------- | ---------------------- | ---------------------- | ---------------------- | ---------------------- | ---------------------- | --- | ------------------------------------------- |
| "Nothin' on You" (B.o.B feat. Bruno Mars)                                               | 2009 | 1                      | 3                      | 10                     | 24                     | 22                     | 7                      | 1                      | 5                      | 28                     | 1                      | - RIAA: 3× Platinum - ARIA: Platinum - BPI: Platinum - IFPI DEN: Gold - MC: Platinum - RMNZ: Platinum                                                    | B.o.B Presents: The Adventures of Bobby Ray |
| "Billionaire" (Travie McCoy feat. Bruno Mars)                                           | 2010 | 4                      | 5                      | 12                     | 8                      | 16                     | 2                      | 1                      | 2                      | 14                     | 3                      | - RIAA: 4× Platinum - ARIA: 2× Platinum - BPI: Platinum - IFPI DEN: Platinum - MC: 2× Platinum - RMNZ: Platinum                                          | Lazarus                                     |
| "Lighters" (Bad Meets Evil feat. Bruno Mars)                                            | 2011 | 4                      | 17                     | 4                      | 18                     | 26                     | 11                     | 13                     | 2                      | 10                     | 10                     | - RIAA: 2× Platinum - ARIA: 3× Platinum - BPI: Gold - IFPI DEN: Gold - RMNZ: Gold                                                                        | Hell: The Sequel                            |
| "Mirror" (Lil Wayne feat. Bruno Mars)                                                   | 2011 | 16                     | 26                     | 46                     | 12                     | —                      | 21                     | 12                     | 37                     | 15                     | 17                     | - RIAA: 4× Platinum - ARIA: 2× Platinum - BVMI: Gold - BPI: Platinum - IFPI DEN: 2× Platinum                                                             | Tha Carter IV                               |
| "Young, Wild & Free" (Snoop Dogg a Wiz Khalifa feat. Bruno Mars)                        | 2011 | 7                      | 4                      | 13                     | 19                     | 15                     | 33                     | 7                      | 2                      | 12                     | 44                     | - RIAA: 6× Platinum - ARIA: 5× Platinum - BPI: Platinum - BVMI: 5× Gold - IFPI DEN: 2× Platinum - IFPI SWI: Gold - MC: 2× Platinum - RMNZ: Platinum      | Mac & Devin Go to High School               |
| "Bubble Butt" (Major Lazer feat. Bruno Mars, 2 Chainz, Tyga a Mystic)                   | 2013 | 56                     | 39                     | —                      | —                      | —                      | —                      | —                      | —                      | —                      | 196                    | - RIAA: Gold | Free the Universe                           |
| "Uptown Funk" (Mark Ronson feat. Bruno Mars)                                            | 2014 | 1                      | 1                      | 1                      | 2                      | 3                      | 1                      | 4                      | 1                      | 2                      | 1                      | - RIAA: 11× Platinum - ARIA: 22× Platinum - BPI: 7× Platinum - BVMI: Platinum - IFPI DEN: 3× Platinum - MC: Diamond - NVPI: Platinum - RMNZ: 5× Platinum | Uptown Special                              |
| "—" značí, že se nahrávka neumístila v hitparádách nebo v tomto území ani nebyla vydána |      |                        |                        |                        |                        |                        |                        |                        |                        |                        |                        | |                                             |

### Promo singly
| "Liquor Store Blues" (feat. Damian Marley)                                              | 2010 | — | 97 | —  | — | - RIAA: Gold | Doo-Wops & Hooligans       |
| "Somewhere in Brooklyn"                                                                 | 2011 | — | —  | —  | — |              | Doo-Wops & Hooligans       |
| "Moonshine"                                                                             | 2012 | — | —  | 32 | — |              | Unorthodox Jukebox         |
| "Silk Sonic Intro" (s Anderson .Paak jako Silk Sonic)                                   | 2021 | — | —  | —  | — |              | An Evening with Silk Sonic |
| "—" značí, že se nahrávka neumístila v hitparádách nebo v tomto území ani nebyla vydána |      |   |    |    |   |              |                            |

## Další umístěné písně
| Název                                                                                   | Rok  | Umístění v hitparádách | Umístění v hitparádách | Umístění v hitparádách | Umístění v hitparádách | Umístění v hitparádách | Umístění v hitparádách | Umístění v hitparádách | Certifikace                      | Album                      |
| Název                                                                                   | Rok  | US                     | CAN                    | GER                    | IRL                    | NZ                     | SWI                    | UK                     | Certifikace                      | Album                      |
| --------------------------------------------------------------------------------------- | ---- | ---------------------- | ---------------------- | ---------------------- | ---------------------- | ---------------------- | ---------------------- | ---------------------- | -------------------------------- | -------------------------- |
| "The Other Side" (feat. CeeLo Green a B.o.B)                                            | 2010 | —                      | —                      | —                      | —                      | —                      | —                      | 117                    | - RIAA: Gold                     | Doo-Wops & Hooligans       |
| "Rocketeer" (Far East Movement feat. Bruno Mars)                                        | 2010 | —                      | 85                     | —                      | —                      | —                      | —                      | —                      |                                  | Singl bez alb              |
| "Runaway Baby"                                                                          | 2010 | 50                     | 66                     | —                      | —                      | 35                     | —                      | 19                     | - RIAA: Platinum - BPI: Platinum | Doo-Wops & Hooligans       |
| "This Is My Love" (Gold 1 feat. Bruno Mars a Jaeson Ma)                                 | 2012 | —                      | —                      | 37                     | —                      | —                      | 22                     | —                      |                                  | Singl bez alb              |
| "Natalie"                                                                               | 2012 | —                      | —                      | —                      | —                      | 28                     | —                      | —                      |                                  | Unorthodox Jukebox         |
| "Perm"                                                                                  | 2016 | —                      | —                      | —                      | —                      | —                      | —                      | —                      | - BPI: Silver                    | 24K Magic                  |
| "Fly as Me" (s Anderson .Paak jako Silk Sonic)                                          | 2021 | 81                     | 93                     | —                      | 51                     | —                      | —                      | 49                     |                                  | An Evening with Silk Sonic |
| "Put on a Smile" s Anderson .Paak jako Silk Sonic)                                      | 2021 | 78                     | —                      | —                      | —                      | —                      | —                      | —                      |                                  |                            |
| "777" (s Anderson .Paak jako Silk Sonic)                                                | 2021 | —                      | —                      | —                      | —                      | —                      | —                      | —                      |                                  |                            |
| "Blast Off" (s Anderson .Paak jako Silk Sonic)                                          | 2021 | 73                     | 95                     | —                      | —                      | —                      | —                      | —                      |                                  |                            |
| "—" značí, že se nahrávka neumístila v hitparádách nebo v tomto území ani nebyla vydána |      |                        |                        |                        |                        |                        |                        |                        |                                  |                            |

## Spolu umělec
| Název                    | Rok  | Další umělec                 | Album                  | Reference |
| ------------------------ | ---- | ---------------------------- | ---------------------- | --------- |
| "3D"                     | 2009 | Far East Movement            | Animal                 | [ 114 ]   |
| "6 AM"                   | 2009 | Bueno                        | Can't Knock The Hustle | [ 115 ]   |
| "Love"                   | 2009 | Jaeson Ma                    | Glory                  | [ 116 ]   |
| "Watching Her Move"      | 2009 | Justin Michael & Blake Reary | Singly bez alb         | [ 117 ]   |
| "One At a Time"          | 2009 | Travie McCoy                 | Singly bez alb         | [ 118 ]   |
| "Her World Goes On"      | 2010 | Justin Michael & Kemal       | Singly bez alb         | [ 119 ]   |
| "Walls Come Down"        | 2011 | Keke Palmer                  | Awaken Reloaded        | [ 120 ]   |
| "Can't Come Back to Me"  | 2012 | Layzie Bone                  | Mo Thug Boss           | [ 121 ]   |
| "Welcome Back"           | 2014 | žádné                        | Rio 2                  | [ 122 ]   |
| "Sugar, Cocoa and Honey" | 2014 | Bigg Gipp                    | Mr. Get Down           | [ 123 ]   |